# Jaskinia Goszczyńskiego

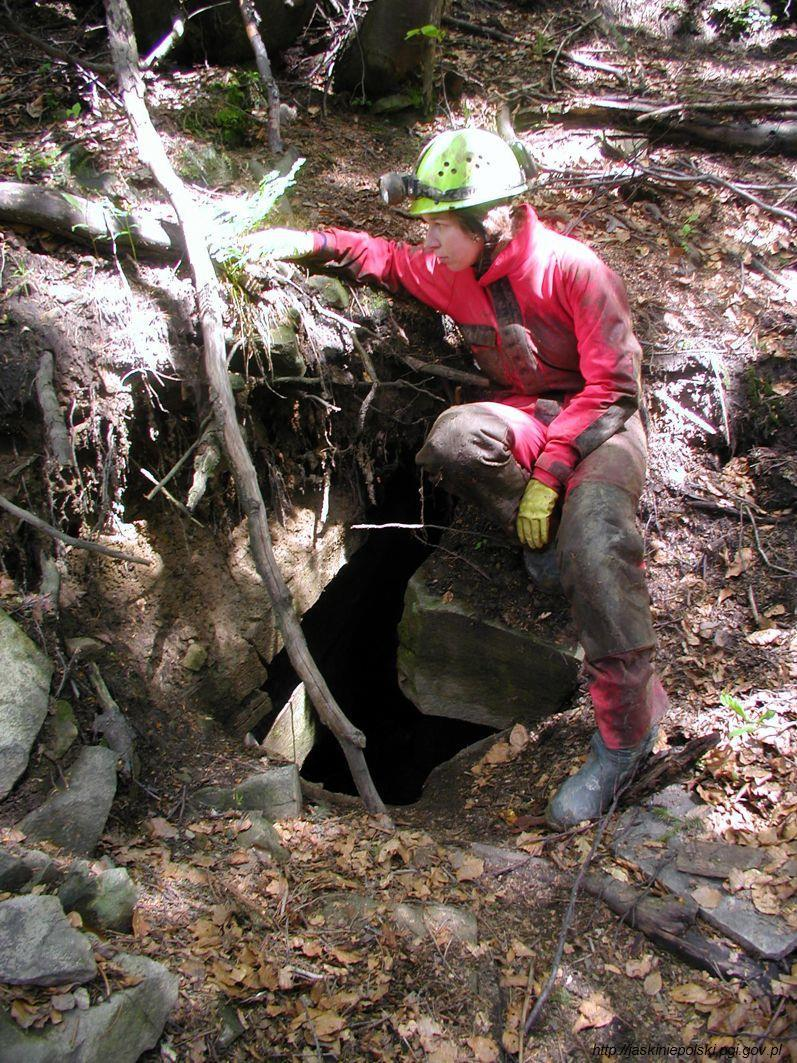
Otwór jaskini

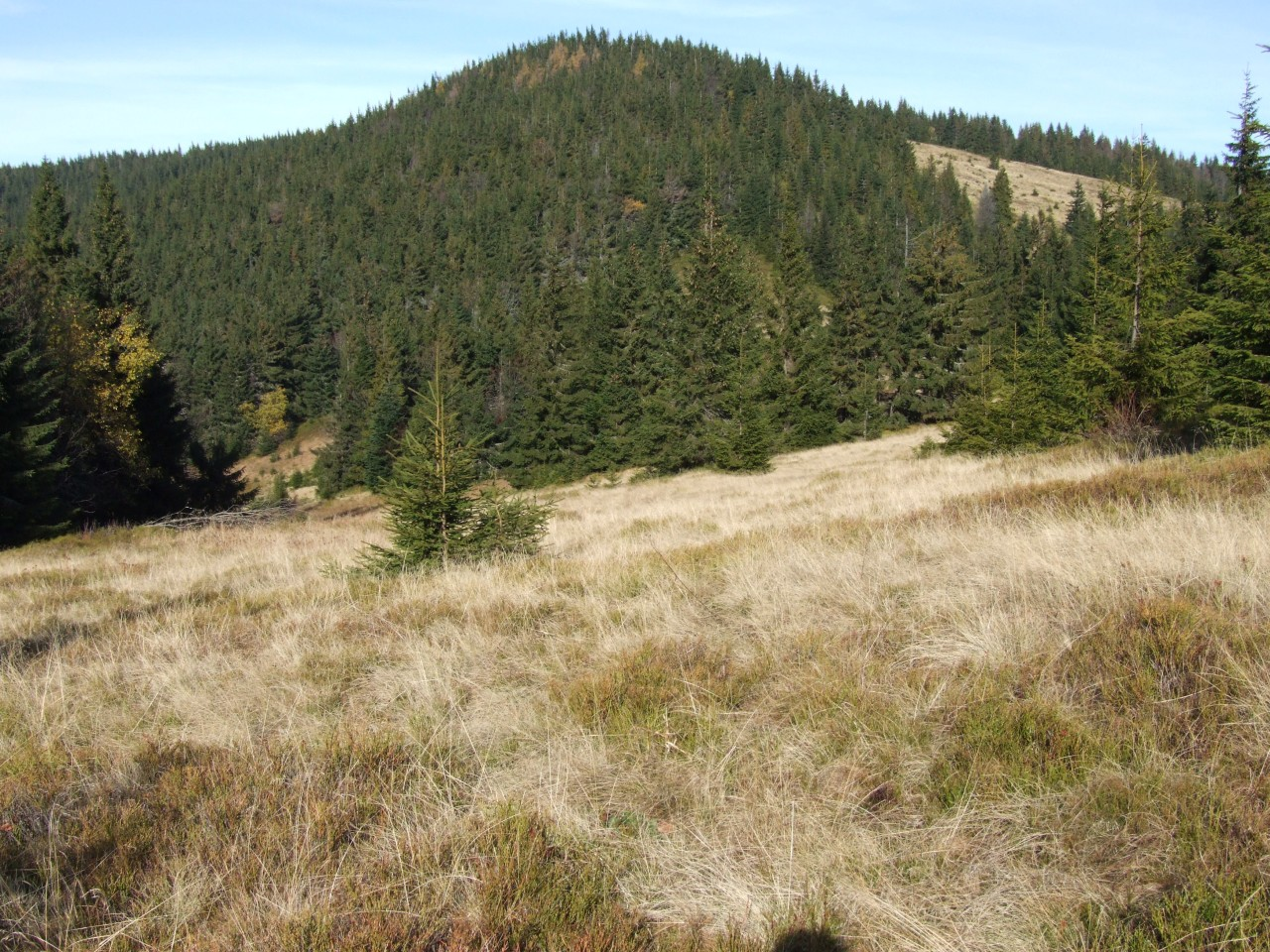
Kiczora

Jaskinia Goszczyńskiego – jaskinia w Gorcach na zachodnim zboczu południowego ramienia Kiczory. Znajduje się w Gorczańskim Parku Narodowym, administracyjnie na terenie wsi Łopuszna w gminie Nowy Targ, powiecie nowotarskim w województwie małopolskim.

## Opis jaskini
Wejście do Jaskini Goszczyńskiego znajduje się w skałkach Turnice (Turniska), w pobliżu Tęczowej Jamy, Przepastnej Jamy, Jaskini Łopuszańskiej, Jaskini Kiczorskiej i Szczeliny za Płytą, na wysokości 1180 m n.p.m. Długość jaskini wynosi 20 metrów, a jej deniwelacja 5 metrów.
Jaskinia zaczyna się niewielką studzienką, która prowadzi do kilkumetrowego szczelinowego korytarzyka. W jego dnie znajduje się kolejna studzienka prowadząca do 7-metrowego, obszernego korytarza.
Jaskinia jest typu osuwiskowego. Widna jest tylko jej przyotworowa część, w głębi jest ciemno. Zimą prawdopodobnie jej głębsza część nie zamarza. Flory nie badano.
Jaskinia była prawdopodobnie znana od dawna. Po raz pierwszy opisał ją T. Nowalnicki w 1970 r. Pierwszy plan i opis sporządzili R. Dadel i T. Mleczek w 1998 roku.